# Nikolaï Nikolaïevitch Ivanov
Nikolaï Nikolaïevitch Ivanov (en russe : Николай Николаевич Иванов ; né le 22 février 1888 à Tiflis et mort en 1937) est un militant révolutionnaire russe et soviétique, membre du parti socialiste révolutionnaire, élu en 1917 à l'Assemblée constituante russe.

## Biographie
Nikolaï Ivanov est le fils d'un fonctionnaire, conseiller de cour. Il est diplômé du lycée de Tiflis, puis de l'université de Saint-Pétersbourg. En 1906, il devient membre du parti socialiste révolutionnaire, et entre dans sa section de  combat. En 1907, il est condamné à 8 ans d'exil. En 1908, condamné en tant que membre du détachement de combat volant du Nord (ru) d'Albert Trauberg (ru) à 10 ans de travaux forcés. En 1916 il s'installe dans un village de Sibérie, et en 1917 il est de retour à Petrograd. Le parti socialiste révolutionnaire l'envoie auprès de la 5e armée. II devient alors chef de la commission militaire du comité central, délégué au IVe congrès, et membre suppléant du comité central du parti.
En 1917, il est élu en 1917 à l'Assemblée constituante russe du Front du Nord sur la liste n°3 (socialiste révolutionnaires et Conseil des députés paysans. Il assiste à la réunion de l'Assemblée constituante du 5 janvier 1918.
En mai 1918, Nikolaï Ivanov participe au VIIIe conseil du parti socialiste révolutionnaire. Il fait partie du Comité des membres de l'Assemblée constituante, gouvernement russe anti-bolchevik fondé le 8 juin 1918 à Samara. Il assiste à la Délibération d'État d'Oufa (ru), où il se situe au centre-gauche. Il est arrêté à Oufa par le contre-renseignement de Koltchak et envoyé à la prison d'Omsk, d'où il s'échappe dans un soulèvement ouvrier.
Officiellement adjoint du chef de la division de la comptabilisation et de la répartition des forces de travail du commissariat au peuple des chemins de fer, il conduit en fait l'action clandestine du parti dans l'ensemble de la Russie soviétique. Le 3 août 1921 il est arrêté par la Tchéka. Le 7 août 1922, il est condamné à mort par la Cour suprême du Comité exécutif central pan-russe de la RSFSR à l'issue  du procès de Moscou des socialistes-révolutionnaires. Le 8 août 1922, l'exécution de la peine est reportée par le présidium du comité exécutif central de la RSFSR. Le 14 janvier 1924, sa peine est commuée en 5 ans d'emprisonnement avec un régime sévère, à compter du 2 août 1926. Il fait à plusieurs reprises une grève de la faim, exigeant un changement de régime carcéral. Le 10 septembre 1926, il est exilé pour 3 ans à Samarcande à la suite d'une délibération spéciale du collège de la Guépéou. Cette mesure est renouvelle ensuite d'un an chaque année, puis de 3 ans en 1936. Il travaille alors au commissaire du peuple à l'agriculture et à Ouzvetsnaprom. Le 6 mars 1930, une réunion clandestine à Tachkent de socialistes révolutionnaires le condamne avec Ievguenia Ratner pour activité antiparti, en raison de leur collaboration avec la presse communiste. Il est membre de la Société des anciens bagnards et exilés.
Nikolaï Ivanov est arrêté en 1937 et fusillé. 
Le 28 juin 2001, il est réhabilité par procureur général de la fédération de Russie de sa condamnation de 1922, en raison de l'absence de preuves de sa participation personnelle à l'action militaire visant à renverser le pouvoir soviétique.

## Famille
- Nikolaï Ivanov a été marié à Rakhil Bentsianovna Ioutsis[3].
- Il a pour sœur Ielena Alksandrovna Ivanova[3].